# Foreste montane della Nuova Guinea
Le Foreste montane della Nuova Guinea sono una ecoregione globale che fa parte della lista Global 200 delle ecoregioni prioritarie per la conservazione definita dal WWF.. Appartiene al bioma Foreste pluviali di latifoglie tropicali e subtropicali della regione australasia. Interessa la zona montagnosa centrale dell'isola della Nuova Guinea.
Lo stato di conservazione della regione è considerato relativamente stabile.

## Territorio
La regione si estende su un'area di circa 288.000 km² che occupa la dorsale montagnosa centrale della Nuova Guinea che va dall'istmo di Bird's Neck fino alla punta estrema della penisola di Papua, e le zone montane delle penisole di Vogelkop e Bomberai.
Questa ecoregione è composta dalle foreste montane (oltre i 1.000 m. e fino a 3.000 m.) situate nei monti Tamrau e Arfak della penisola di Vogelkop, nei monti Fakfak e Kumawa della penisola di Bomberai, nei monti Wondiwoi della penisola di Wandamen, sulla catena montuosa della Cordigliera centrale dall'istmo di Bird's Neck fino agli altopiani orientali, sui Monti Owen Stanley della penisola di Papua e sulle montagne della penisola di Huon.

### Stati
L'ecoregione interessa due paesi della Asia sud-orientale:
- Indonesia;
- Papua Nuova Guinea.

### Ecoregioni
L'ecoregione è composta da 4 ecoregioni terrestri:
- AA0105 - Foreste pluviali montane della Cordigliera Centrale;
- AA0107 - Foreste pluviali montane della penisola di Huon;
- AA0120 - Foreste pluviali della Nuova Guinea sud-orientale;
- AA0127 - Foreste pluviali montane del Vogelkop.

## Flora

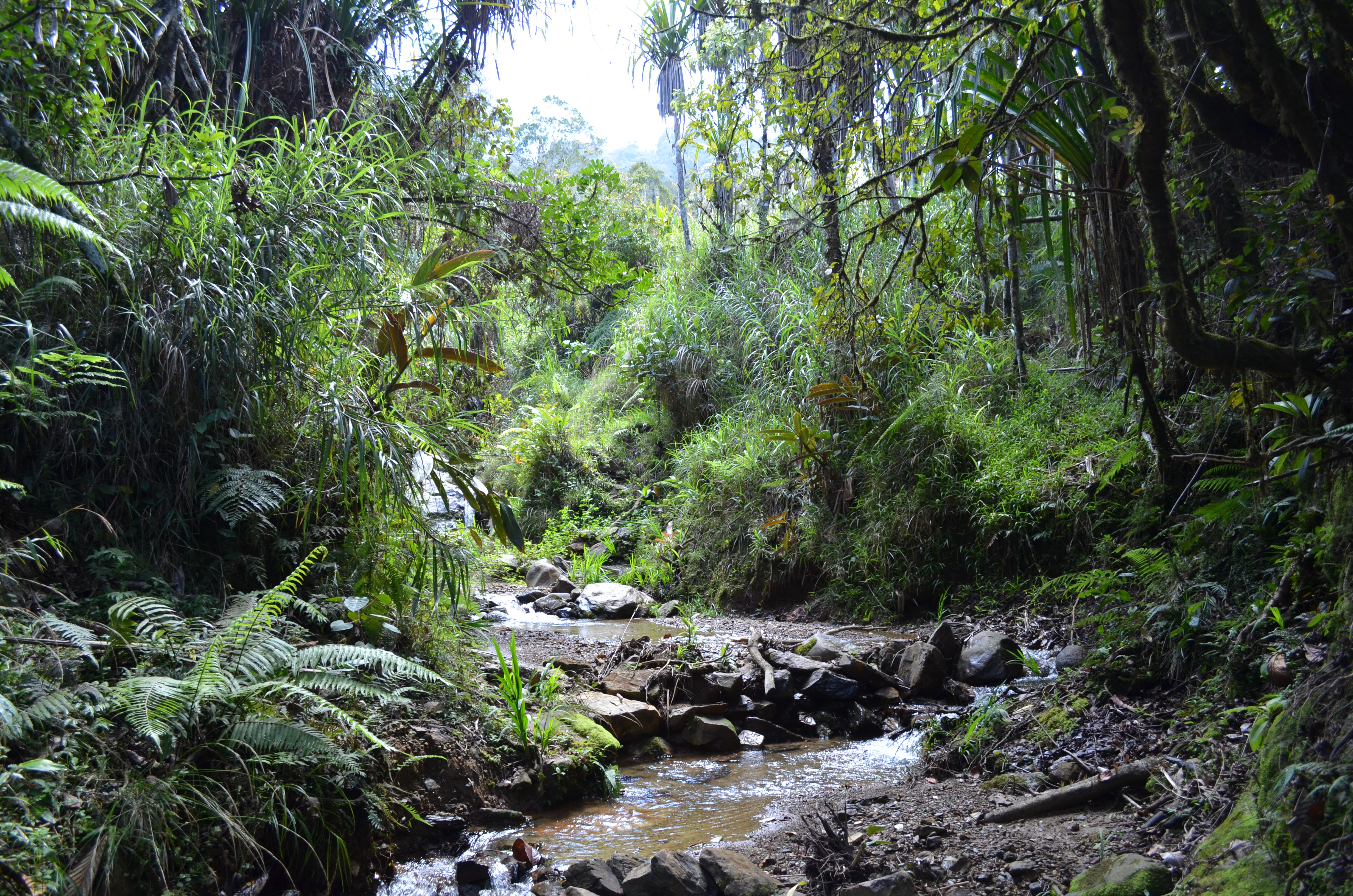
Goroka negli altopiani della Nuova Guinea

Le foreste montane costituiscono uno dei principali ambienti della Nuova Guinea, ed occupano circa il 30% della superficie dell'isola. Il confine fra gli ambienti di pianura, collinare, montano e montano superiore è sfumato e varia anche con la latitudine. Il contorno dei 1.000 m di altitudine è abbastanza generalmente accettato in questa regione del pianeta (australasia) come una media approssimativa per il confine tra la pianura e le zone montane inferiori. Il confine di 3.000 m tra le zone montane inferiori e superiori è più arbitrario, ma viene utilizzato perché sopra i 3.000 m, nella regione delle creste, delle vette e degli altipiani più alti, la foresta tende a essere meno variabile rispetto a quella al di sotto di questa altitudine, a causa delle condizioni climatiche uniformemente dure e delle pendenze generalmente più ripide.
Le foreste che crescono oltre i 1.000 m. presentano una volta più bassa rispetto alle foreste di pianura e meno alberi si appoggiano ai contrafforti. I rami crescono anche più in basso sui tronchi e lo strato di arbusti è più denso.
Le foreste montane non hanno tante specie vegetali quanto quelle di pianura. Infatti, le specie di pianura sono scarsamente rappresentate ad altitudini più elevate, dove sono sostituite da faggi (Fagaceae) , allori (Lauraceae) , Elaeocarpaceae, Cunoniaceae e conifere (Coniferae).
Mentre palme, rattan rampicanti e liane legnose diventano più rare con l'altitudine, altre piante prendono il sopravvento, come muschi epifiti, felci e orchidee.
Come le foreste di pianura, le foreste montane non sono uniformi: in base alla composizione delle specie e alla fisionomia della foresta, gli specialisti le dividono in foreste montane inferiori, medie e superiori.

## Fauna

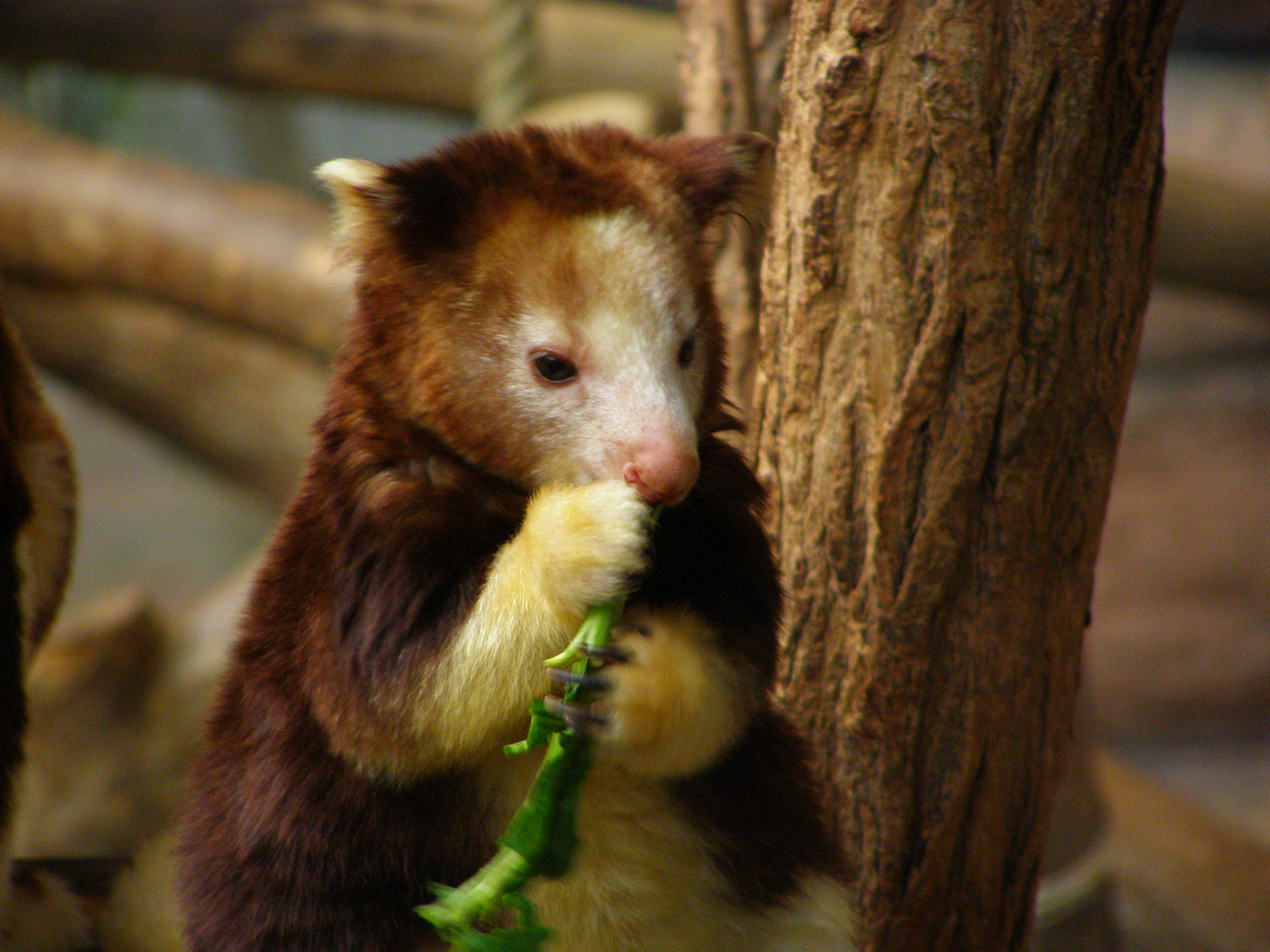
Dendrolagus matschiei

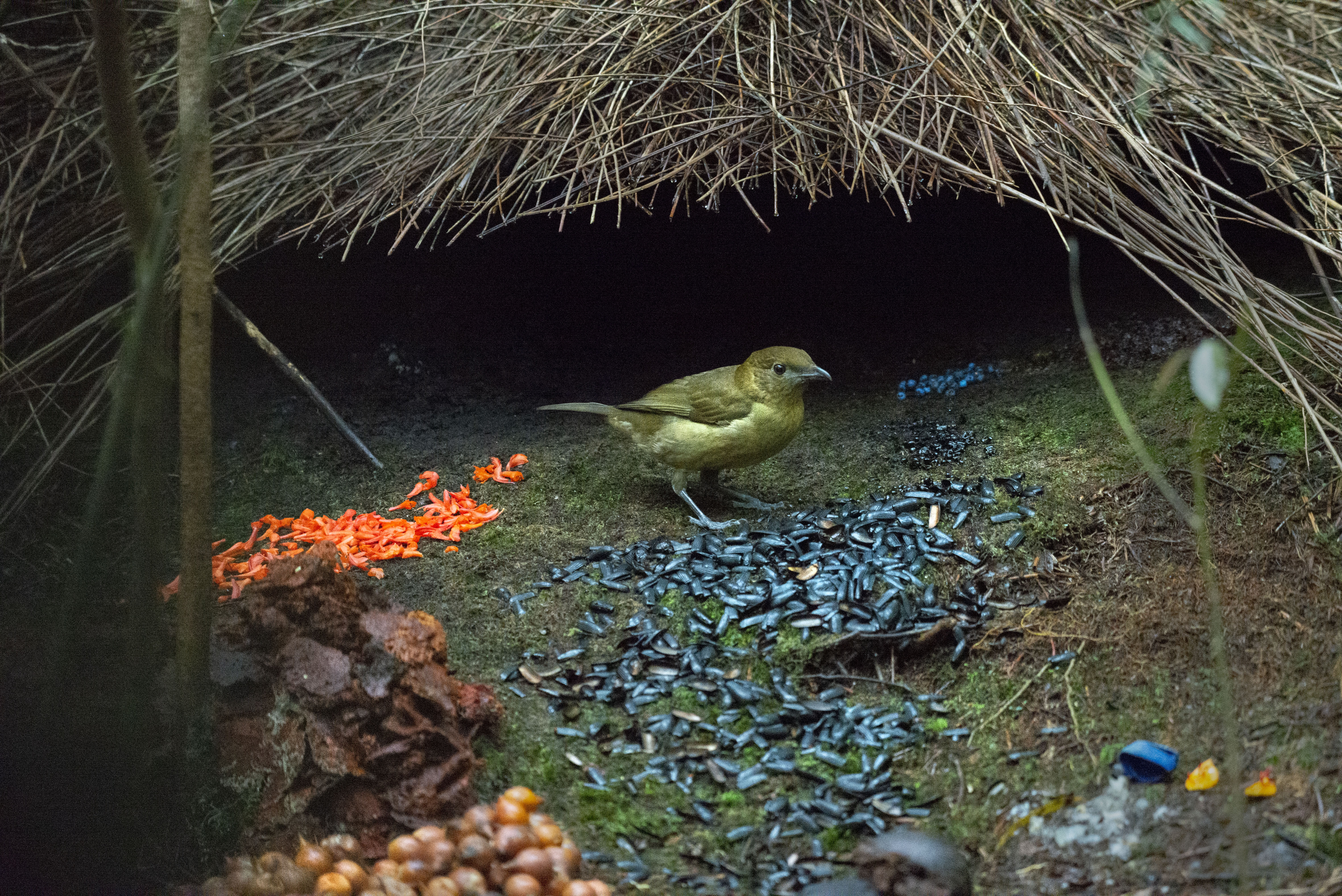
Nido di Amblyornis inornatus, Manokwari, Papua Barat, 2016

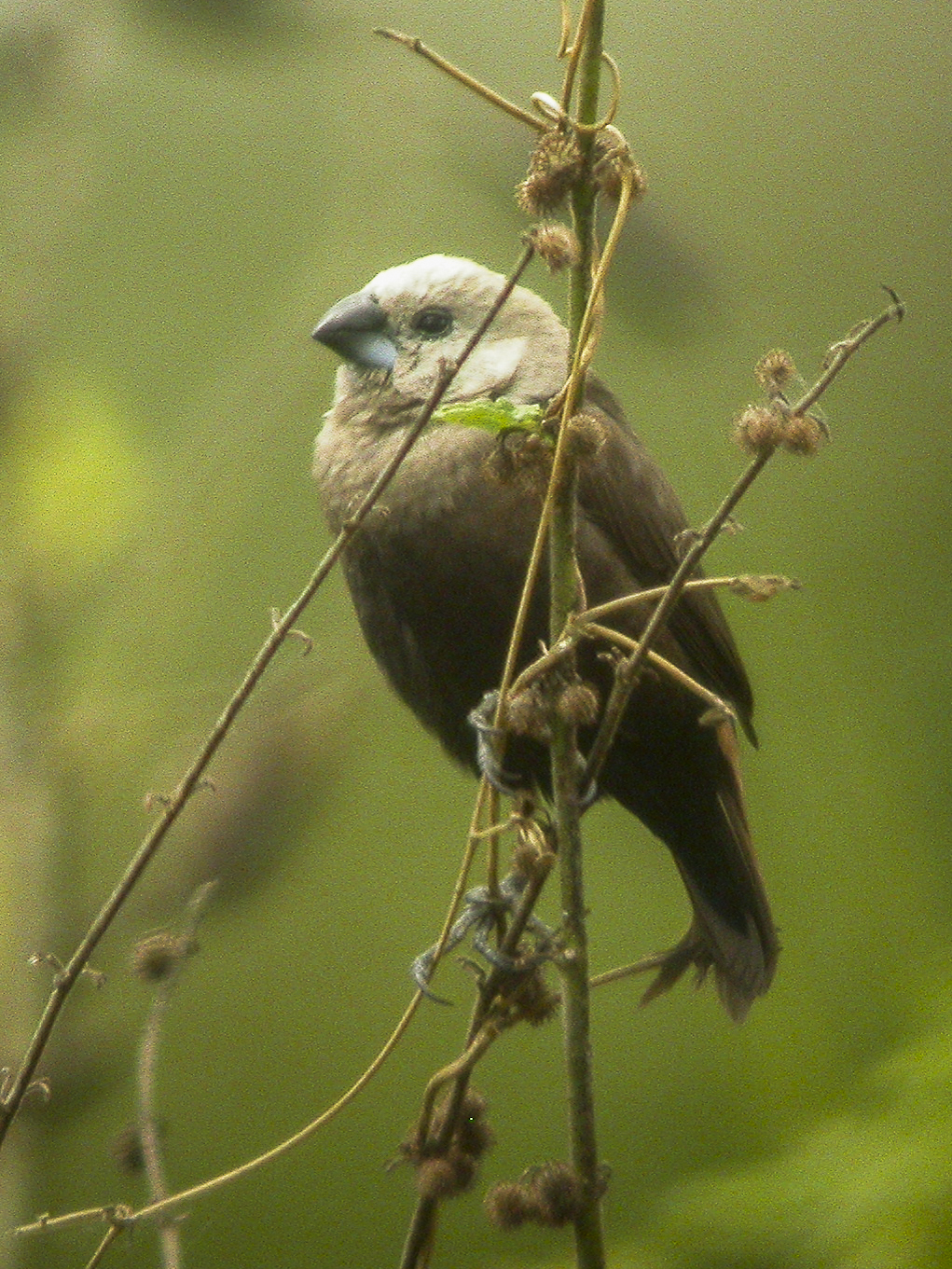
Lonchura caniceps, PNG, 2004

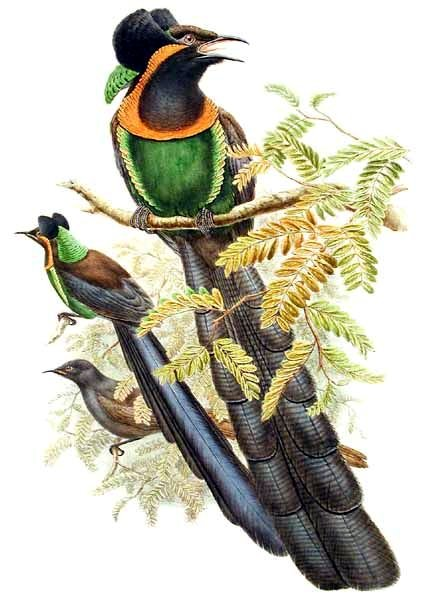
Astrapia nigra, illustrazione di Richard Bowdler Sharpe

La Nuova Guinea conta circa 190 specie di mammiferi di cui oltre l'80% sono endemici, oltre 750 specie di uccelli (49% endemici) e circa 500 specie di rettili e anfibi (46% endemici). Di queste specie endemiche un buon numero vivono nelle foreste montane. Fra queste le specie più numerose appartengono ai marsupiali, ai pipistrelli e ai muridi.
Fra i canguri arboricoli si trovano:
- canguro arboricolo di Huon (Dendrolagus matschiei);
- canguro arboricolo di Doria (Dendrolagus dorianus);
- dasiuro maculato (Neophascogale lorentzii),
- cusco di Stein (Phalanger vestitus),
- cusco di Telefomin (Phalanger matanim),
- opossum striato dalla coda grande (Dactylopsila megalura),
- opossum dalla coda ad anelli di Weyland (Pseudochirulus caroli),
- opossum coda ad anello pigmeo (Pseudocheirus mayeri).

Fra i pipistrelli endemici si trovano:
- pipistrello Telefomin (Hipposideros corynophyllus);
- pipistrello dalle orecchie lunghe e dai denti piccoli (Nyctophilus microdon).

Tra i muridi endemici figurano: 
- ratto d'acqua a pelo corto (Paraleptomys wilhelmina);
- ratto d'acqua di montagna (Hydromys habbema);
- ratto dai denti piccoli minori (Macruromys elegans);
- ratto a mosaico dal ventre rosso (Protochromys fellowsi);
- ratto dalla coda a mosaico degli altopiani (Mammelomys lanosus);
- topo selvatico dai denti bianchi (Brassomys albidens);
- ratto di Giluwe (Rattus giluwensis);
- topo arboricolo di Champion (Pogonomys championi).

La regione è molto importante per gli uccelli e ospita le Endemic Bird Area (EBA) di:
- EBA delle Montagne di Papua centrale;[4]
- EBA delle pianure della Papua meridionale;[5]
- EBA delle Catene montuose Adelbert e Huon;[6]
- EBA degli altopiani della Papua occidentale.[7]

Le specie endemiche della regione sono:
- Amblyornis inornata o giardiniere del Vogelkop;
- Amblyornis subalaris o uccello giardiniere striato;
- Androphobus viridis o uccello frustino papua;
- Archboldia papuensis o uccello giardiniere di Archbold;
- Astrapia nigra o paradisea dell'Arfak;
- Colluricincla tenebrosa o tordo averla fuligginoso;
- Lonchura caniceps o cappuccino testa grigia;
- Lonchura montana o donacola delle alture;
- Lonchura monticola o donacola di montagna;
- Lonchura teerinki o donacola petto nero;
- Lonchura vana o cappuccino degli Arfak;
- Melidectes leucostephes o mangiamiele del Vogelkop;
- Melipotes gymnops o succhiamiele di D'Albertis;
- Paradigalla brevicauda o paradigalla codacorta;
- Paradisaea guilielmi o paradisea dell'Imperatore Guglielmo;
- Parotia helenae o paradisea dalle sei penne orientale;
- Parotia sefilata o paradisea dai sei fili;
- Pteridophora alberti o uccello del paradiso del re di Sassonia;
- Rallina leucospila o rallina striata;
- Tanysiptera danae o martin pescatore del paradiso dalla testa bruna.

## Conservazione

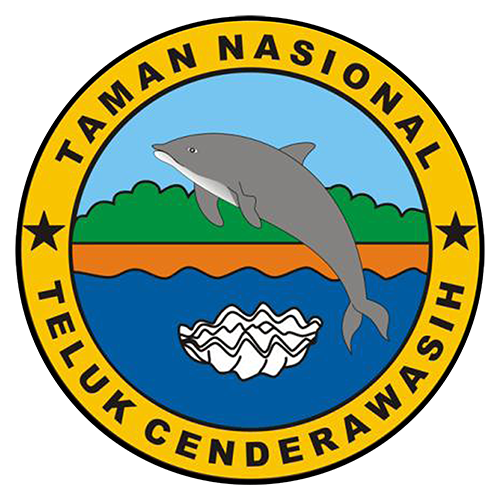
Logo del parco nazionale di Teluk Cendrawasih

Le minacce alla conservazione dell'integrita di queste foreste derivano dall'abbattimento degli alberi a fini commerciali, la costruzione di strade, la coltivazione itinerante, l'espansione agricola, e le attività di allevamento. I canguri arboricoli montani sono sensibili alla caccia eccessiva.
Lo stato della regione è considerato relativamente stabile/intatto.
Nella regione vi sono diverse aree protette, sia nella parte indonesiana che in quella della Papua Nuova Guinea.

Le maggiori aree protette sono:
- Parco nazionale di Teluk Cenderawasih, nella provincia indonesiana di Papua Occidentale, che ha una superficie di 14.535 km2;[8]
- Parco nazionale di Lorentz, nella provincia indonesiana di Papua, che ha una superficie di 25.056 km2;
- Parco nazionale del monte Wilhelm, nella Provincia di Chimbu;[9]
- Parco nazionale Mc Adam nella provincia di Morobe;[10]
- Parco nazionale di Varirata nella provincia Centrale;[11]